# Pectinometra
Pectinometra is een geslacht van haarsterren uit de familie Calometridae.

## Soorten
- Pectinometra carduum (A.H. Clark, 1908)
- Pectinometra flavopurpurea (A.H. Clark, 1907)
- Pectinometra magnifica (A.H. Clark, 1909)